# Liste der Gedenktafeln in Berlin-Plänterwald
Die Liste der Gedenktafeln in Berlin–Plänterwald enthält die Namen, Standorte und, soweit bekannt, das Datum der Enthüllung von Gedenktafeln.
Die Liste ist nicht vollständig.

## Plänterwald
| Bild | Name                                                                           | Standort                  | Datum der Enthüllung |
| ---- | ------------------------------------------------------------------------------ | ------------------------- | -------------------- |
|      | Fichtesportplatz                                                               | Eichbuschallee 30         |                      |
|      | Wolfgang Glöde, Jörg Hartmann und Christian-Peter Friese                       | Kiefholzstraße 100        |                      |
|      | Julius Grunow                                                                  | Neue Krugallee 4          |                      |
|      | Jörg Hartmann und Lothar Schleusener                                           | Kiefholzstraße 100        |                      |
|      | Heinz Jercha, Walter Hayn, Erich Kühn, Gerald Thiem, René Gross, Manfred Mäder | Kiefholzstraße 79         |                      |
|      | Erich Lodemann                                                                 | Erich–Lodemann–Straße 31  |                      |
|      | Willi Sänger                                                                   | Köpenicker Landstraße 186 |                      |
|      | Dora Schaul                                                                    | Dammweg 73                |                      |